# Крайна (община Мадан)
 Тази статия е за селото в община Мадан.  За другото село със същото име вижте Крайна (Община Неделино).  
Крайна е село в Южна България. То се намира в община Мадан, област Смолян.